# Harvey Parnell
Harvey Parnell, född 28 februari 1880 i Dorsey County (numera Cleveland County), Arkansas, död 16 januari 1936 i Little Rock, Arkansas, var en amerikansk demokratisk politiker. Han var den 29:e guvernören i delstaten Arkansas 1928-1933.
Parnell gifte sig 2 juni 1902 med Mabel Winston. Paret fick två barn. Parnell var verksam som jordbrukare i Chicot County. Han var ledamot av Arkansas House of Representatives, underhuset i delstatens lagstiftande församling, 1919-1921. Han var ledamot av delstatens senat 1923-1925 och viceguvernör 1927-1928. Han stödde progressiv politik som lagstiftning mot barnarbete, kvinnlig rösträtt och rusdrycksförbud. Guvernör John Ellis Martineau avgick 1928 för att tillträda en federal domarbefattning. Parnell vann 1928 och 1930 års guvernörsval i Arkansas.
Senator Thaddeus H. Caraway avled 1931. Parnell utnämnde änkan Hattie Caraway till senaten. I samband med fyllnadsvalet 1932 blev Hattie Caraway sedan den första kvinnan som hade vunnit ett senatsval i USA.
Den stora depressionen drabbade Arkansas hårt och Parnell beskylldes för att reagera för långsamt på den djupa ekonomiska krisen. Parnell var metodist och frimurare. Hans grav finns på begravningsplatsen Roselawn Memorial Park i Little Rock.